# نهر أموندسن الجليدي
قالب:Infobox glacier

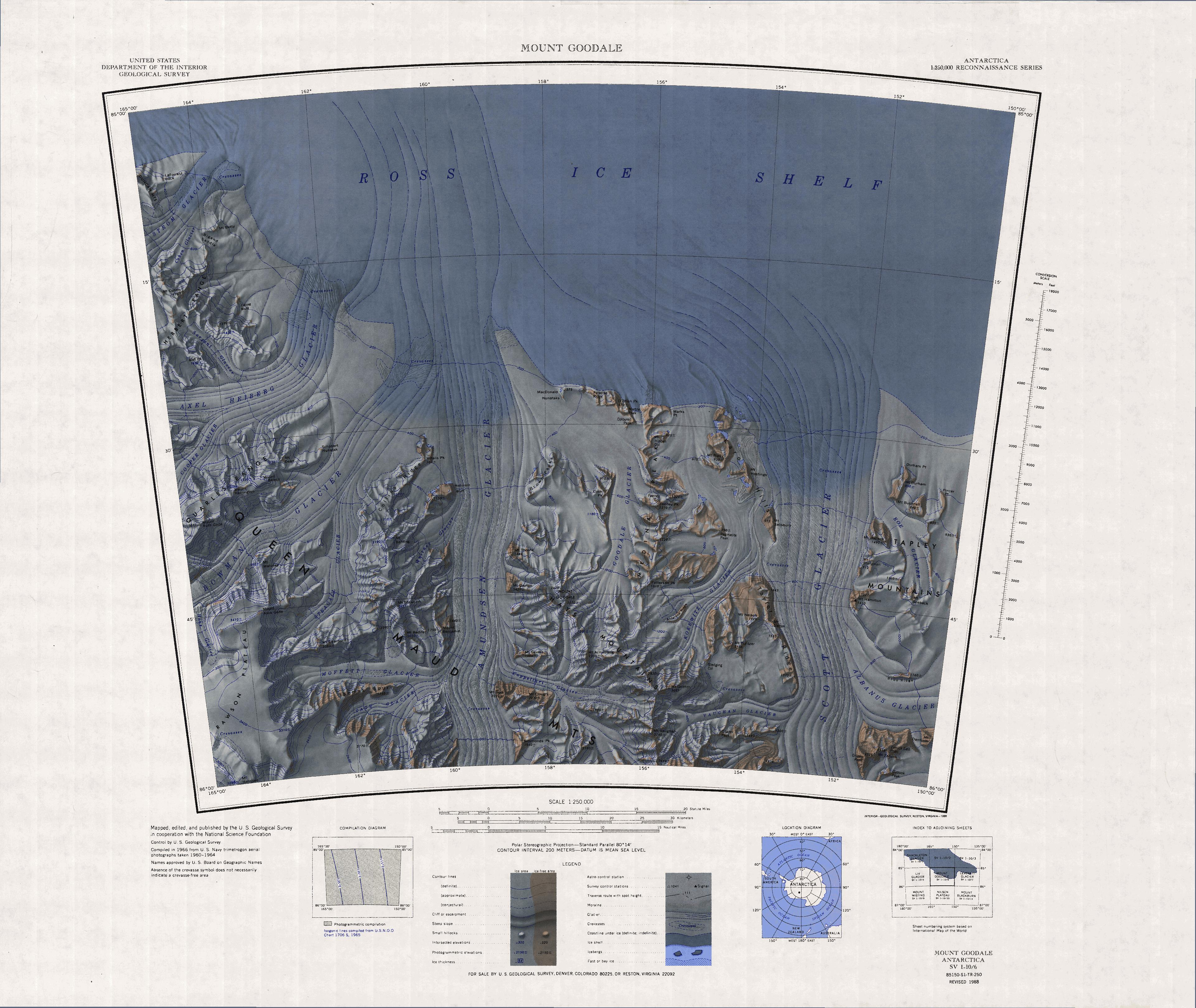

نهر أموندسن الجليدي () هو عبارة عن جليدة ثلجية في القارة القطبية الجنوبية، بعرض يتراوح بين 7 و11 كم تر(4-6 أميال) وطول 150 كم (80 ميلاً)، وينشاً من هضبة القارة القطبية الجنوبية حيث يرتشح المنطقة الواقعة جنوب وغرب هضبة نيلسون وينحدر عبر جبال الملكة مود للدخول إلى حاجز روس غرب نتوء ماكدونالد الصخري الجليدي. يتدفق الرافد الجليدي بلاكوول شمال غرب على طول الجانب الشمالي الشرقي من نتوء هانسن لينضم إلى نهر أمندسن.
اكتشف هذا النهر الجليدي ريتشارد إيفلين بيرد أثناء رحلة طيران إلى القطب الجنوبي في نوفمبر 1929. اقترح الاس لورانس غولد على روال أموندسن قائد مجموعة بيرد الجيولوجية التي تخطت النهر الجليدي في ديسمبر 1929.